# Szpitalne Jezioro

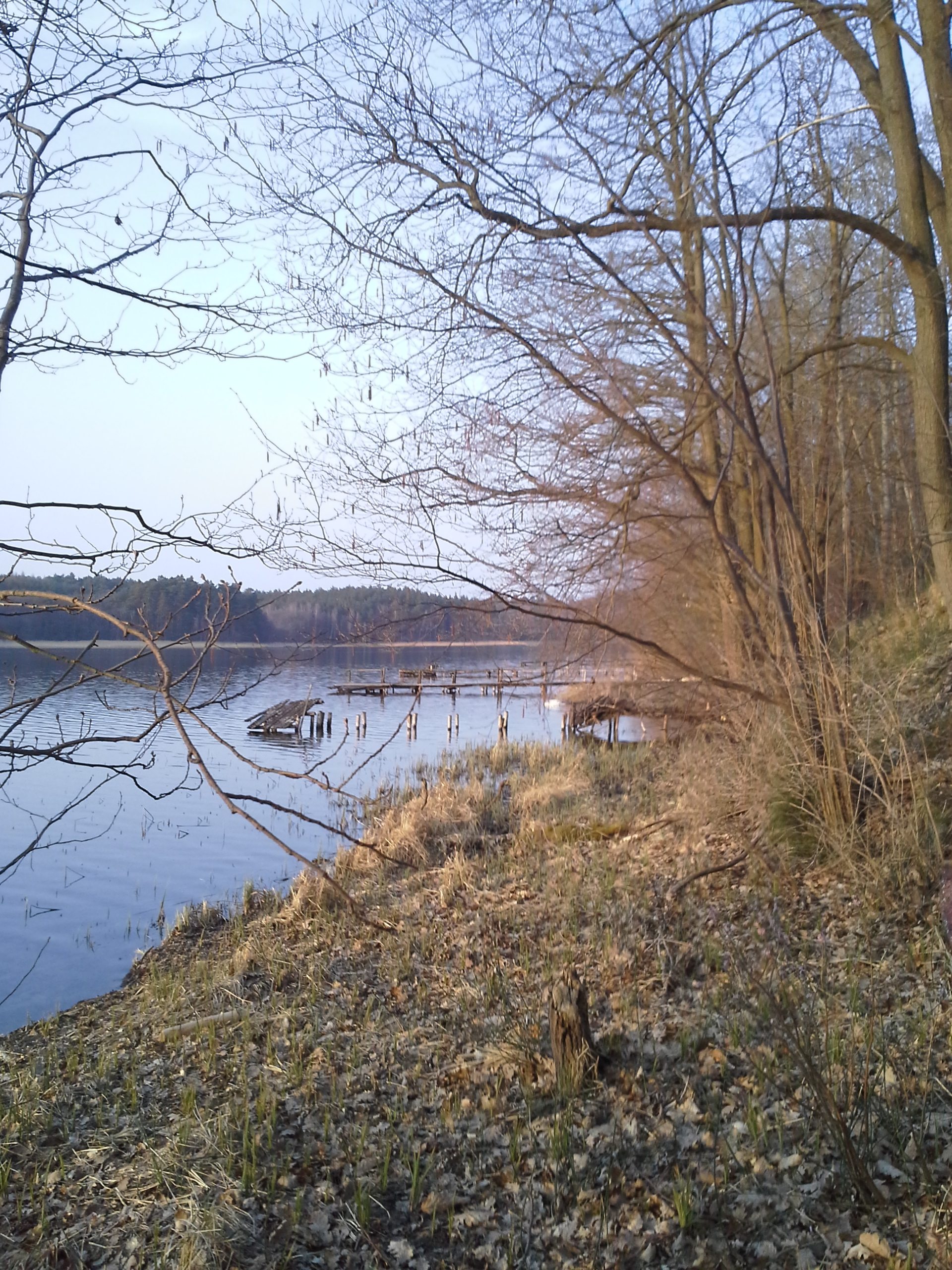
Brzeg Jeziora Szpitalnego w kwietniu (2013)

Szpitalne Jezioro – jezioro w woj. kujawsko-pomorskim, w powiecie tucholskim, w gminie Gostycyn, leżące na terenie Doliny Brdy. Położone na terenie Tucholskiego Parku Krajobrazowego.
W 1928 r. w ramach prac związanych z koncepcją budowy kaskady Brdy prof. Karol Pomianowski zaprojektował przegrodzenie Brdy w miejscowości Piła-Młyn tamą, w wyniku czego powstałe rozlewisko Brdy połączyłoby się z Jeziorem Szpitalnym, Jeziorem Średnim (Środkowym; Średniak) i Jeziorem Rudzianek, tworząc nowy zbiornik retencyjny. W zależności wysokości piętrzenia rozpatrywana była druga tama z kanałem przerzutowym do rzeki Kamionka.

## Dane morfometryczne
Powierzchnia zwierciadła wody wynosi 66,4 ha.
Zwierciadło wody położone jest na wysokości 88,0 m n.p.m. Średnia głębokość jeziora wynosi 7,5 m, natomiast głębokość maksymalna 19,6 m.
Na podstawie badań przeprowadzonych w 2004 roku wody jeziora zaliczono do II klasy czystości i II kategorii podatności na degradację.
W roku 1998 wody jeziora również zaliczono do wód II kategorii podatności na degradację.

## Hydronimia
Według urzędowego spisu opracowanego przez Komisję Nazw Miejscowości i Obiektów Fizjograficznych (KNMiOF) oraz w Państwowym Rejestrze Nazw Geograficznych nazwa tego jeziora to Szpitalne Jezioro. Miejscowi nazywają je jednak zwyczajnie Jezioro Szpitalne i taka też nazwa pojawia się na niektórych mapach.